# Керрі Отіс
Керрі Бреннан Отіс (англ. Carré Brennan Otis; нар. 28 вересня 1968, Сан-Франциско, Каліфорнія, США) — американська модель, акторка, активістка обізнаності про харчові розлади та зоозахисниця. 

## Ранні роки
Народилася в Сан-Франциско і виросла в окрузі Марін, штат Каліфорнія, разом зі своєю старшою сестрою Крісс і молодшим братом Джорданом. Навчалася в Академії Маріна в Сан-Рафаелі, Каліфорнія, і школі Джона Вулмана в Невада-Сіті, Каліфорнія.

## Кар'єра

### Модель
У 16 років втекла з дому. Жила з жорстоким хлопцем у Сан-Франциско, а через рік її помітила агенція Look Model. Спочатку підписала контракт з нью-йоркською агенцією Elite Model Management Джона Касабланкаса. Вперше досягла слави після роботи у Парижі і появи на обкладинці французького «Elle» у квітні 1986 року. Протягом наступних кількох років вона з'являлася на обкладинках американських та іноземних видань «Vogue», «Harper's Bazaar», «Cosmopolitan», «Allure», «Mirabella» та «Marie Claire». 1991 року в Отіс була фотосесія від Брюса Вебера у Сан-Франциско, Каліфорнія.
Знімалася в рекламі джинсів Guess (1988), Calvin Klein (1991), календаря Pirelli за 1996 рік, а також позувала для видання «Sports Illustrated» (2000). Отіс — модель з плаката над ліжком персонажа Расті Грісвальда у фільмі 1989 року «Різдвяні канікули». З'являлася у випусках журналу «Playboy» за 1990 і 2000 роки, а також на подіумах Max Mara, Dolce & Gabbana, Gucci, Ерманно Скервіно, Тодда Олдема і Донни Каран.

### Акторка
1989 року дебютувала в кіно головною роллю у фільмі «Дика орхідея» разом з Міккі Рурком, з яким пізніше одружилася. Кадри з кульмінаційної сексуальної сцени фільму були продані "Playboy" і стали предметом судового позову, поданого Отіс. Пізніше Отіс з'явиться в іншому фільмі Рурка «Вихід у червоне».

### Повернення в моделінг та активізм
Після розірвання шлюбу з Рурком Отіс поступово відновила модельну діяльність. 2000 року стала однією з найстарших моделей, які з'являлися у випуску купальників «Sports Illustrated». Незабаром Отіс почала одужувати від нервової анорексії. У той період вона помітила збільшення ваги, що дало їй можливість працювати plus-size моделлю, зокрема як обличчя Марини Рінальді та редакційних статей журналу «Mode». 2003 року стала прессекретаркою Національного тижня поширення інформації про розлади харчової поведінки. Вона також періодично з'являлася як кореспондентка на Channel 4 News у Сан-Франциско.
У серпні 2003 року позувала для рекламної кампанії PETA, яка пропагувала вегетаріанство та права тварин.
2005 року представляла ювелірну лінію Breil.
Членкиня консультативної ради Model Alliance і представниця Національної асоціації розладів харчової поведінки.

## Книга
«Beauty, Disrupted: A Memoir» (2011) — автобіографічна книга Отіс і Гюго Швайзера.
Книга розповідає історію життя Отіс і її кар'єру моделі. Вона розкриває жорстоке поводження, яке вона пережила, зокрема й про те, що в дитинстві її «незліченну кількість разів» ґвалтував Жеральд Марі, глава паризького офісу Elite Model Management. Вона оповідає, як під час шлюбу з Міккі Рурком він жорстоко поводився з нею і погрожував самогубством, якщо вона не одружиться з ним.

## Особисте життя
За час модельної кар'єри в її серці з'явилися три отвори.Вегетаріанка.
З червня 1992 року до грудня 1998 року була одружена з актором Міккі Рурком. 1994 року чоловіка заарештували за жорстоке поводження з нею. Пізніше звинувачення були зняті.
2005 року одружилася з інженером-хіміком Метью Саттоном, народила двох дітей.